# Номер вулкана

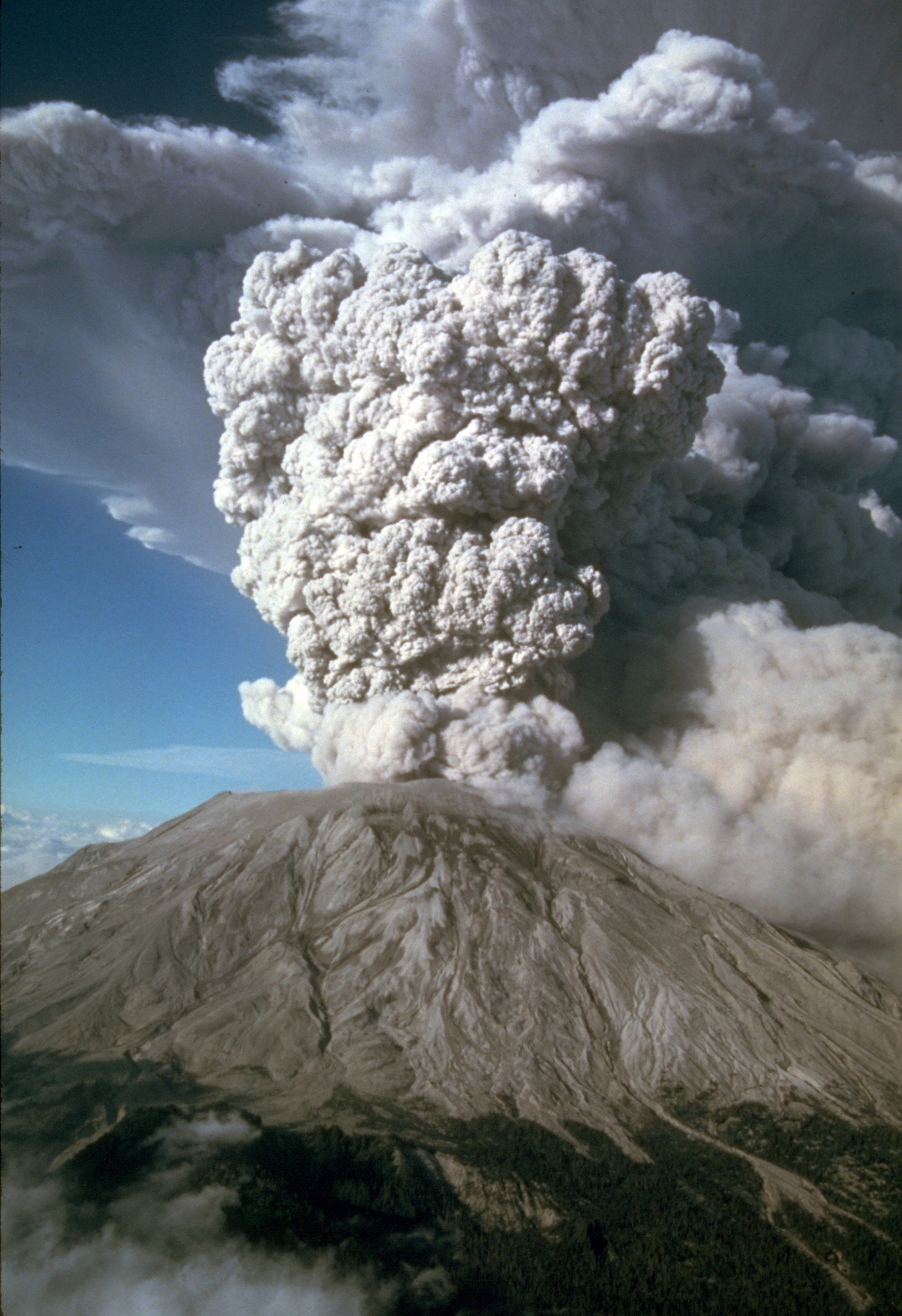
Вулкан Сент-Геленс, старий номер якого був —1201-05, а новий — 321050

Номер вулкана (також номер довідкового файлу вулкана, система нумерації вулканів, англ. Volcano Number або скорочено VNUM) — це унікальний ідентифікатор ієрархічної географічної системи для ідентифікації та позначення тегами вулканів і вулканічних об'єктів на Землі.

## Загальні відомості
Ідентифікатор нумерації вулканів (VNUM) був вперше розроблений у рамках проекту «Каталог діючих вулканів світу» Міжнародної асоціації вулканології, нині «Міжнародна асоціація вулканології та хімії надр Землі» (англ. International Association of Volcanology and Chemistry of the Earth's Interior — IAVCEI), наприкінці 1930-х років. Нині ним керує Програма глобального вулканізму (англ. Global Volcanism Program — GVP)  Смітсонівського інституту у Вашингтоні, округ Колумбія (США), у співпраці з IAVCEI та Всесвітньою організацією вулканічних обсерваторій (WOVO), комісією IAVCEI.
Країни-учасниці GVP повинні були поєднати в номері вік вулкана та географічно-історичну інформацію про нього. У результаті GVP часто змінював номери вулканів, як правило, щоб дозволити визначення нових вулканів у певній географічній зоні, і ця дія підірвала початкову мету уникнення двозначності. У вересні 2013 року Глобальна програма вулканізму оголосила про новий формат ідентифікації вулканів. Новий формат — це 6-значне число, яке більше не містило нецифрових символів.

## Стара структура номерів
Старий номер складався з чотирьох цифр, дефіса та ще двох-трьох цифр: 0000-00 (0000-000). Перші дві цифри вказували на загальну географічну область (регіон), наступні дві цифри вказували на субрегіон (окрема країна, чи її область), а дві цифри після тире вказували на конкретний вулкан. Іноді додавали третю цифру під час каталогізації вулкана, який був між двома іншими, які були каталогізовані раніше. Наприклад: між Стромболі (з номером 0101-04=) і Вулькано (з номером 0101-05=) було додано Ліпарі з номером 0101-041. Це для того, щоб уникнути додавання вулкана в субрегіоні Греції, який починається з номерів 0101, до списку вулканів у субрегіоні Італії, які починаються з номерів 0102. Префікс 01 цих двох субрегіонів вказував на Середземноморський регіон і Західну Азію. Знак рівності (=) або тире (-) наприкінці номера, відповідно вказує, на наявність великої інформації про вулкан або про її відсутність (необхідність).
Основні географічні області (регіони) — позначені першими двома цифрами:
| - 00 — весь світ - 01 — Середземномор'я та Західна Азія - 02 — Африка і Червоне море - 03 — Близький Схід і Індійський океан - 04 — Нова Зеландія — Фіджі - 05 — Австралія в Меланезію - 06 — Індонезія - 07 — Філіппіни та Південно-Східна Азія - 08 — Японія, Тайвань і Маріанські острови - 09 — Курильські острови |  | - 10 — Камчатка і Середня Азія - 11 — Аляска - 12 — Канада і захід США - 13 — Гаваї та Тихий океан - 14 — Мексика і Центральна Америка - 15 — Південна Америка - 16 — Вест-Індія - 17 — Ісландія та Північний Льодовитий океан - 18 — Атлантичний океан - 19 — Антарктида |

Приклади: номер Тамбори був: 0604-04=, Везувій 0101-02= і Еяф'ятлайокютль 1702-02=.
Вулкани в ізраїльській лінії хребта, такі як гора Авіталь і гора Одем, включені до вулканічного поля Голанських висот, номер якого був 03-0300.
Система обчислення була використана в трьох виданнях книги «Вулкані світу» у 1981, 1994 та 2010 роках.

## Нова структура номерів
У новій системі цифри складаються з шести цифр і не містять спеціальних знаків (знак рівності та дефіс). Щоб уникнути плутанини зі старою системою, нові числа ніколи не починаються з нуля чи одиниці. Новий номер зазвичай поєднує в собі старий номер. Отже, якщо ми повернемося до наведених вище прикладів, Стромболі, номер якого був 0101-04=, отримав номер 211040, Вулкано, номер якого був 0101-05=, отримав номер 211050, Ліпарі, номер якого був 0101-041, отримав номер 211042, а Еяф'ятлайокютль, номер якого було 1702-02=, отримав номер 372020.